# Jekelius hispanus
Jekelius hispanus é uma espécie de insetos coleópteros polífagos pertencente à família Geotrupidae.
A autoridade científica da espécie é Reitter, tendo sido descrita no ano de 1983.
Trata-se de uma espécie presente no território português.